# Adam Zamenhof
Adam Zamenhof (Varsovia, 11 de junio de 1888-Palmiry, 29 de enero de 1940) fue un médico polaco de ascendencia judía, conocido por su trabajo como oftalmólogo, y por ser el único hijo varón de Ludwik Zamenhof, el creador del idioma esperanto, y de Klara Silbernik.
Al comienzo de la Segunda Guerra Mundial era el director del Hospital Starozakonnych en Varsovia. Tras la conquista de esta ciudad por las tropas nazis, fue detenido y ejecutado en el bosque de Kampinos, junto a Palmiry, a comienzos de 1940.
Él y su mujer Wanda Frenkiel fueron los padres de Louis-Christophe Zaleski-Zamenhof, el único nieto superviviente del creador del esperanto.